# Triodus
Triodus (лат.) — род вымерших хрящевых рыб, похожих на акул, из семейства ксенакантовых отряда ксенакантообразных. Жили от каменноугольного периода до триаса. Это были пресноводные рыбы, окаменелости были обнаружены в Chinle Formation и
Black Prince Limestone в Аризоне, Petrified Forest Formation в Нью-Мексико и в Tecovas Formation в Техасе, США. В 2017 году, новый вид Triodus richterae был описан из Rio do Rasto Formation из Бразилии.

## Классификация
- Triodus elpia
- Triodus moorei
- Triodus richterae